# William M. Evarts

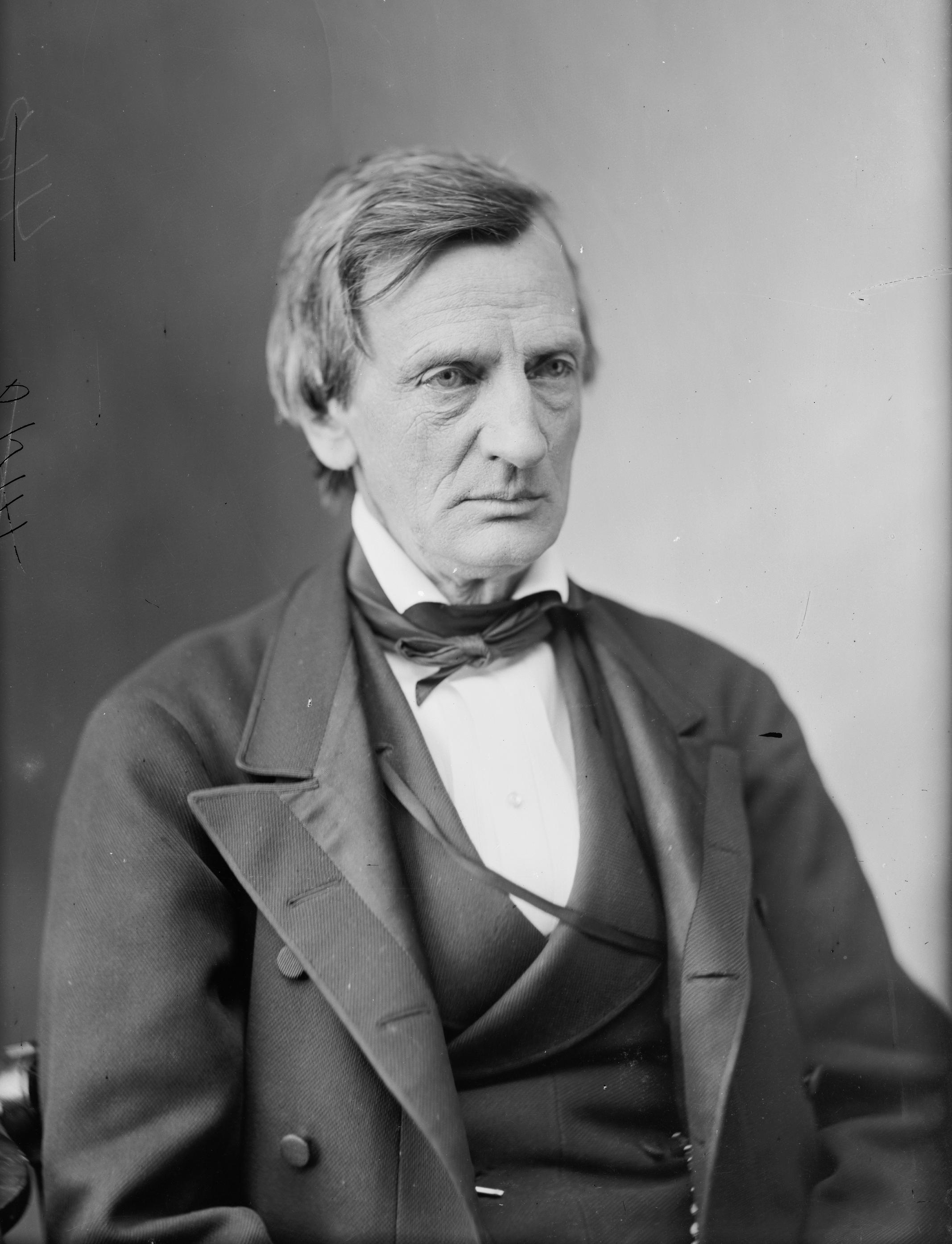
William M. Evarts

William Maxwell Evarts (* 6. Februar 1818 in Boston, Massachusetts; † 28. Februar 1901 in New York City) war ein US-amerikanischer Rechtsanwalt und Staatsmann.

## Frühe Jahre und politische Anfänge
William Evarts besuchte die Boston Latin School und dann bis 1837 das Yale College, die heutige Yale University. Anschließend studierte er an der juristischen Fakultät der Harvard University Jura. Nach seiner 1841 erfolgten Zulassung als Rechtsanwalt begann er diesen Beruf zu ergreifen. Von 1849 bis 1853 war er stellvertreter Bundesbezirksstaatsanwalt. Evarts wurde Mitglied der neu gegründeten Republikanischen Partei. Im Jahr 1861 kandidierte er erfolglos für den US-Senat. In den Jahren 1867 und 1868 war er Mitglied einer Kommission zur Überarbeitung der Staatsverfassung des Staates New York.

## Justizminister und Außenminister
Im Jahr 1868 wurde William Evarts von Präsident Andrew Johnson zum Justizminister der Vereinigten Staaten (Attorney General) ernannt. Dieses Amt übte er bis 1869 aus. Während des Amtsenthebungsprozesses gegen den Präsidenten war er dessen wichtigster Berater.
Im Jahr 1872 vertrat er die Vereinigten Staaten vor einem Schiedsgericht in Genf. Dort wurde die Schadensersatzklage der USA gegen das Vereinigte Königreich um den Bau des konföderierten Kriegsschiffs Alabama verhandelt. Die USA warfen den Briten Verletzung der Neutralität während des Bürgerkriegs vor, weil das Schiff in England gebaut worden war. Durch die Klage sollten die von der Alabama angerichteten Schäden von England bezahlt werden. Der Prozess endete mit einer Entschädigung der USA in Höhe von 15,5 Millionen Dollar.
Während der umstrittenen Präsidentschaftswahlen des Jahres 1876 war Evarts juristischer Vertreter des republikanischen Kandidaten Rutherford B. Hayes. Nachdem er dessen Wahlsieg durchgesetzt hatte, berief Hayes ihn als neuen Außenminister in sein Kabinett. Dieses Amt über er von 1877 bis 1881 aus. Im Jahr 1881 war William Evarts auch Delegierter auf einer internationalen Währungskonferenz in Paris.

## US-Senator und weiterer Lebenslauf
Zwischen dem 4. März 1885 und dem 3. März 1891 vertrat William Evarts den Staat New York als Senator im Kongress der Vereinigten Staaten. Dort war er Vorsitzender des „Committee on the Library“. Er organisierte die Sammlung für den Sockel der Freiheitsstatue und hielt 1886 bei der Einweihung des Monuments eine Ansprache. Nach seiner Amtszeit im Senat zog sich Evarts aus gesundheitlichen Gründen aus der Politik zurück. Er starb am 28. Februar 1901 in New York.
Als Mitglied einer politisch aktiven Familie hatte Evarts auch viele prominente Verwandte. Sein Großvater Roger Sherman war zwischen 1789 und 1793 zunächst Abgeordneter und dann US-Senator  aus Connecticut gewesen. Sein Cousin Roger Sherman Baldwin war von 1847 bis 1850 US-Senator für Connecticut und von 1844 bis 1846 auch Gouverneur dieses Staates. Auch einige seiner Nachkommen waren politisch und juristisch auf verschiedenen Ebenen aktiv.